# Aerobús
Aerobús és el servei d'autobús llançadora que connecta l'Aeroport Josep Tarradellas Barcelona-El Prat (Terminal 1 i 2) i el centre de Barcelona. És gestionat per l'Àrea Metropolitana de Barcelona (AMB).
El servei funciona 24 hores cada dia de l'any. Compta amb dues línies de bus, l'A1 que va Terminal 1 cada 5-10 min. i l'A2 que va a la Terminal 2 cada 10-20 min. El temps de trajecte és de 35 minuts, i disposa de parades en punts de la ciutat com la Plaça de Catalunya, la Plaça d'Espanya, la Plaça de la Universitat i la Gran Via de les Corts Catalanes